# Jezioro Salton
Jezioro Salton – amerykański film sensacyjny z 2002 roku. Historia mężczyzny, którego żona zostaje zabita przez handlarza narkotyków. Facet sam postanawia odnaleźć sprawcę i trafia do wyschłego jeziora Salton, które jest meliną narkomanów.

## Główne role
- Val Kilmer – Danny Parker/Tom Van Allen
- Vincent D’Onofrio – Pooh-Bear
- Adam Goldberg – Kujo
- Luis Guzmán – Quincy
- Doug Hutchison – Gus Morgan
- Anthony LaPaglia – Al Garcetti
- Glenn Plummer – Bobby
- Peter Sarsgaard – Jimmy the Finn